# Puchuncaví
Puchuncaví è un comune del Cile della provincia di Valparaíso nella Regione di Valparaíso. Al censimento del 2012 possedeva una popolazione di 15.179 abitanti.

## Società

### Evoluzione demografica
| Censimento del 1992 | Censimento del 2002 |
| 10.661 ab.          | 12.954 ab.          |